# Chapra
Chapra è una città dell'India di 178.835 abitanti, capoluogo del distretto di Saran e della divisione di Saran, nello stato federato del Bihar. In base al numero di abitanti la città rientra nella classe I (da 100.000 persone in su).

## Geografia fisica
La città è situata a 25° 52' 60 N e 87° 7' 60 E e ha un'altitudine di 35 m s.l.m..

## Società

### Evoluzione demografica
Al censimento del 2001 la popolazione di Chapra assommava a 178.835 persone, delle quali 96.077 maschi e 82.758 femmine. I bambini di età inferiore o uguale ai sei anni assommavano a 27.224, dei quali 13.884 maschi e 13.340 femmine. Infine, coloro che erano in grado di saper almeno leggere e scrivere erano 108.944, dei quali 69.320 maschi e 39.624 femmine.